# Walter Alfred Rosam

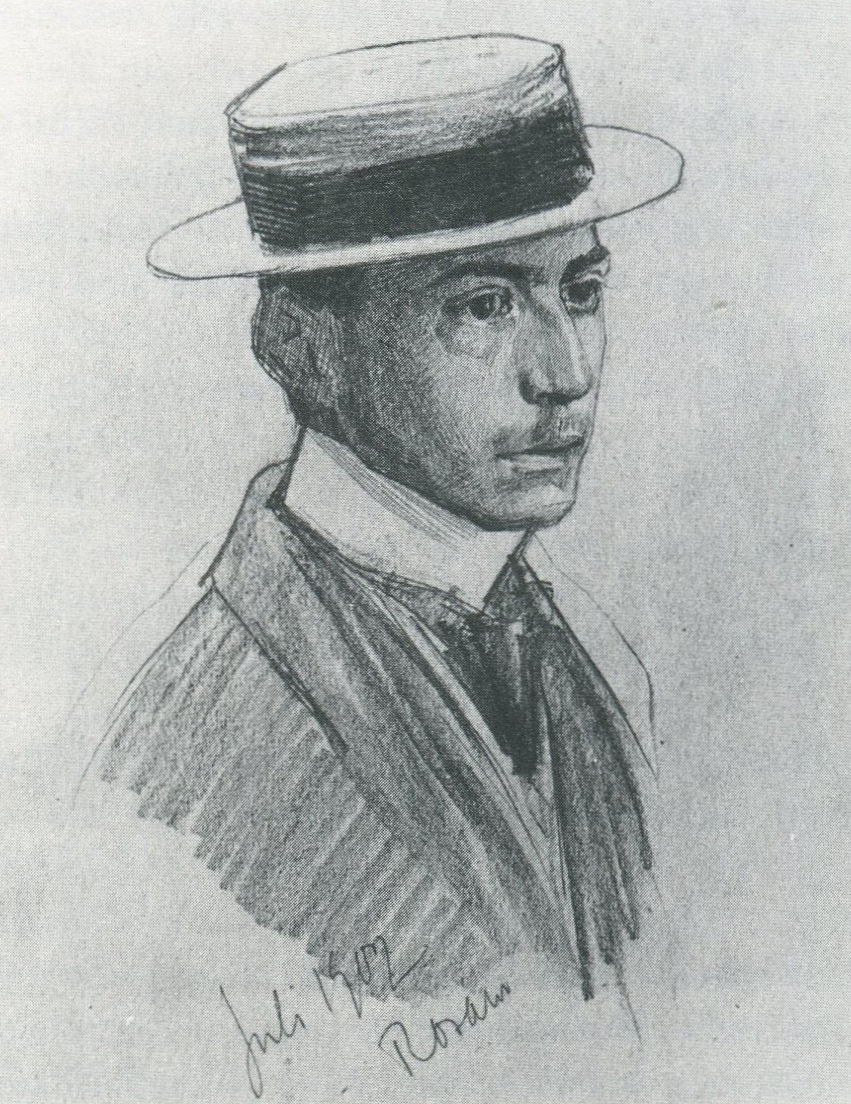
Walter A. Rosam 1902, gezeichnet von Franz Nölken

Walter Alfred Rosam (* 25. Oktober 1883 in Hamburg; † 14. August 1916 in der Ukraine) war ein deutscher Maler des Post-Impressionismus und Mitglied des Hamburgischen Künstlerklubs.

## Leben und Wirken

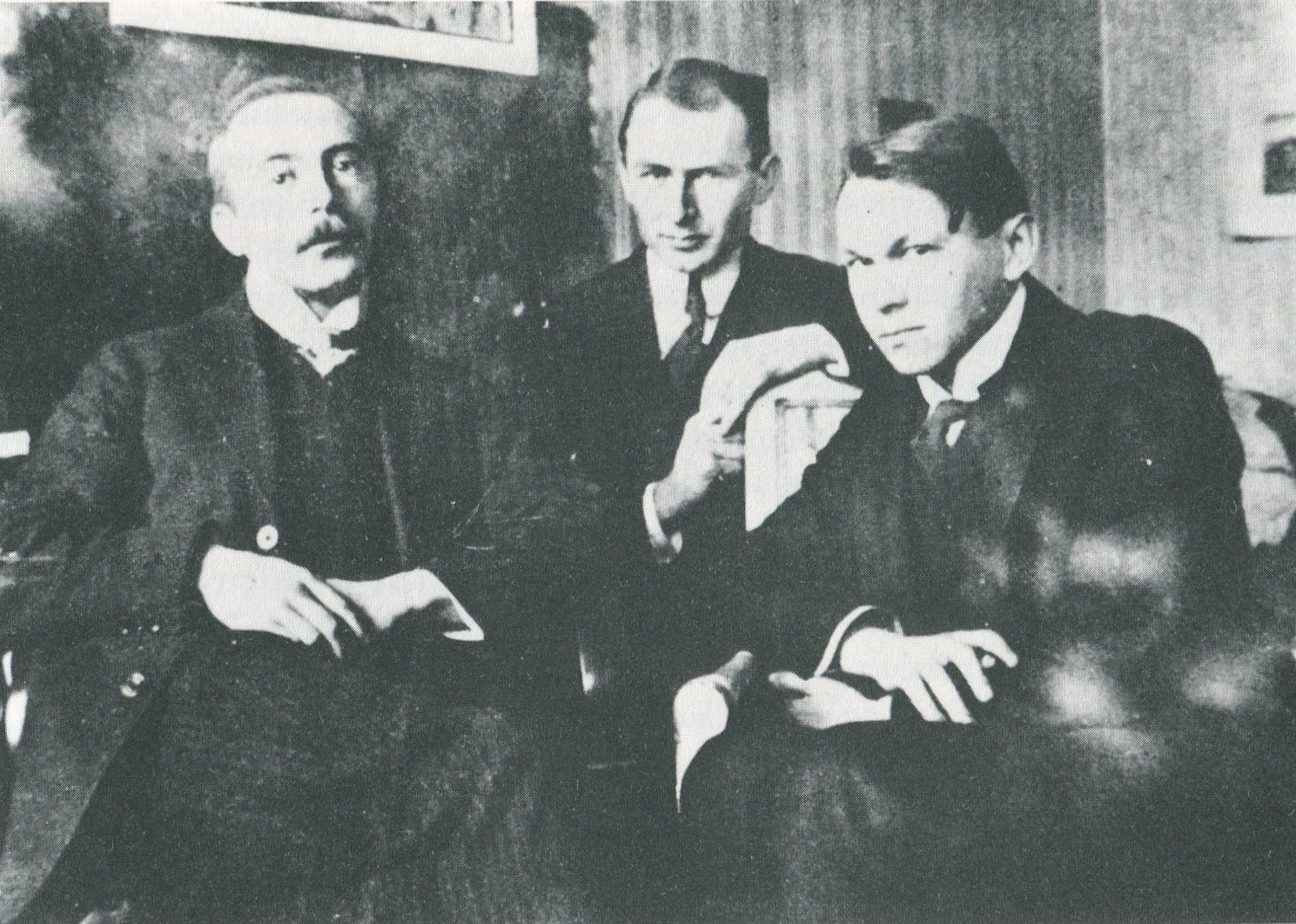
Rosam, Ahlers-Hestermann und Nölken im Café du Dôme

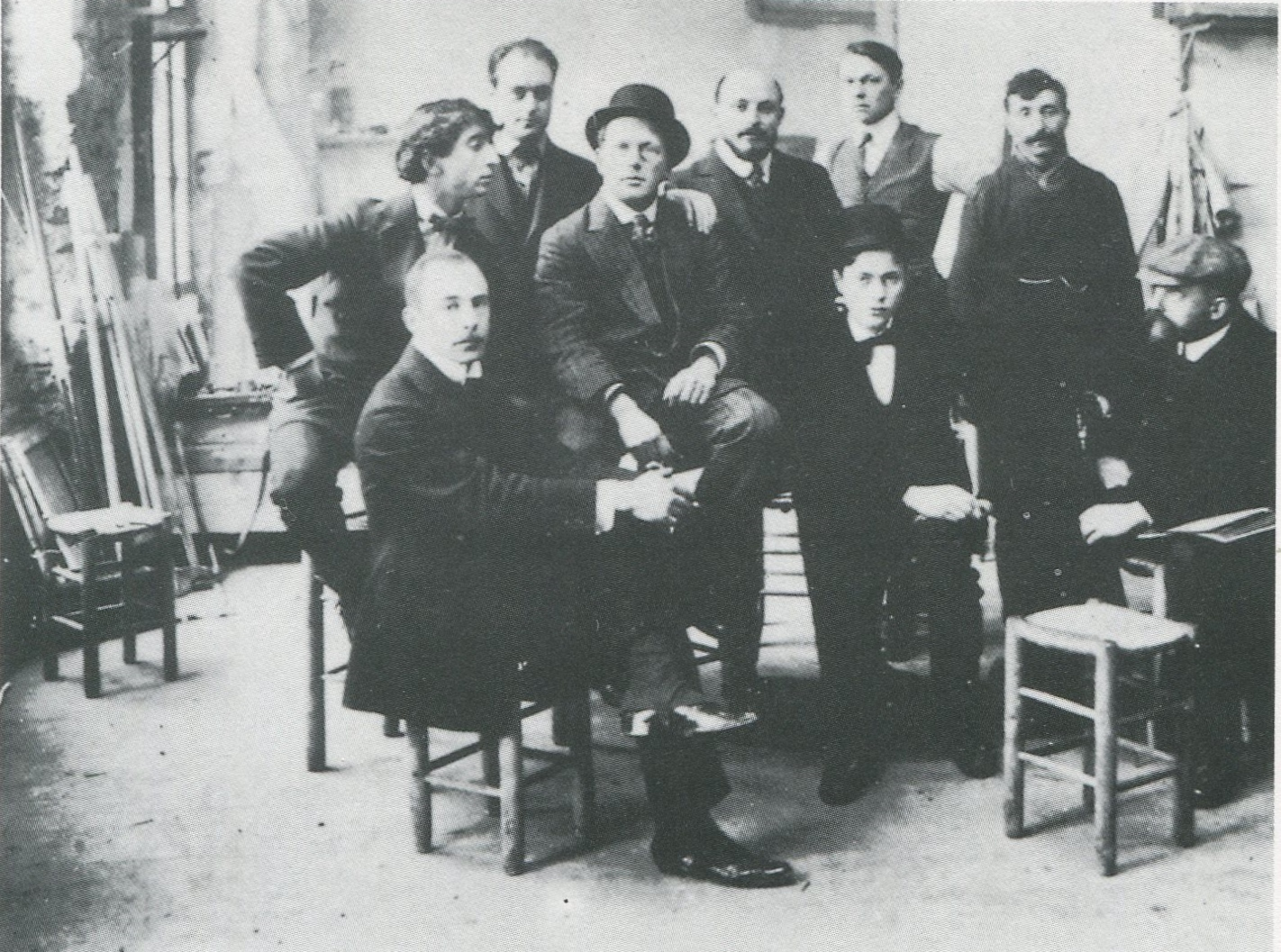
Maler in der Académie Matisse, links Rosam

Walter Alfred Rosam war ab 1901 Schüler des Hamburger Malers Arthur Siebelist, dem Mitbegründer des Hamburgischen Künstlerklubs. Im Jahr 1903 wurde Rosam dort als Mitglied aufgenommen; er hatte im folgenden Jahr seine erste Einzelausstellung in der Hamburger Galerie Commeter. 1905 heiratete er Ada Maria Hirschfeld, ihre Tochter Lieselotte wurde 1906 geboren.

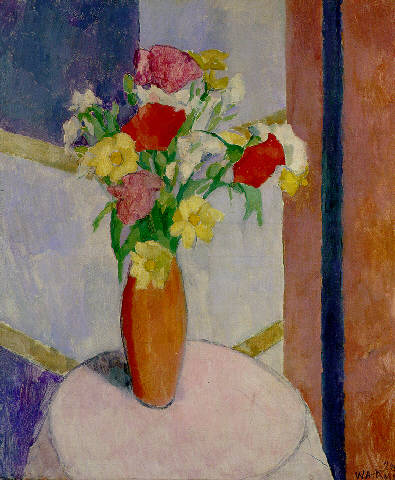
Blumenstillleben, 1910, Privatbesitz

Mit Franz Nölken und Friedrich Ahlers-Hestermann, Malerfreunden aus dem Künstlerklub, unternahm er 1907 eine Reise nach Paris und schloss sich dort dem Künstlerkreis des Café du Dôme an. Im März 1909 folgte eine zweite Parisreise zur Weiterbildung, und mit Nölken, Ahlers-Hestermann und Gretchen Wohlwill wurde er Schüler der Académie Matisse, die im Winter 1907/1908 auf Anregung von Sarah Stein und des deutschen Malers Hans Purrmann gegründet worden war, und die bis 1911 bestand. „Die drei Hamburger“, wie Ahlers-Hestermann, Nölken und Rosam genannt wurden, malten in dieser Pariser Zeit beispielsweise Landschaftsbilder in Meulan an der Seine und in ihrer gemeinsamen Atelierwohnung am Boulevard Edgar Quinet Aktbilder von Pariser Modellen. Der Hauptförderer der Siebelistschüler, Alfred Lichtwark, lehnte die malerischen Ergebnisse nach den Parisreisen ab, da er sich mit den Lehren Matisse’ nicht anfreunden konnte.
In den Jahren 1910 und 1911 unternahm Rosam Studienreisen nach Südfrankreich und Italien. Nach dem Ausbruch des Ersten Weltkriegs wurde er Soldat in Königsberg. Walter Alfred Rosam fiel am 14. August 1916 in der Ukraine.

## Werke

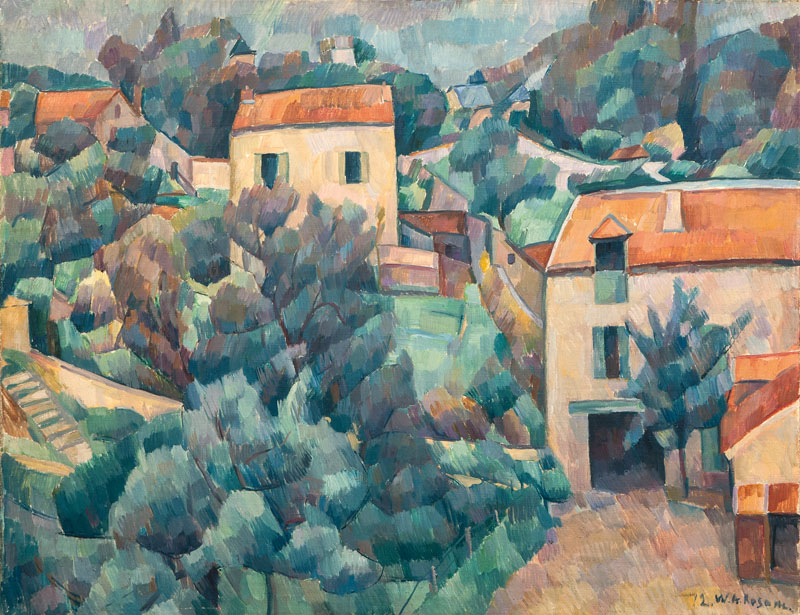
Dorf in Frankreich, 1912

- Dorfstraße im Sonnenlicht, 1904, Privatbesitz
- Stadtlandschaft mit Kähnen, 1907–1909, Privatbesitz
- Blumenstillleben, 1910, Privatbesitz
- Landschaft mit Ölbäumen, 1910–1912, Privatbesitz
- Die Eisenbahnbrücke bei Meulan, 1912, Hamburger Kunsthalle
- Hardricourt Village and Castle, o. J., Hamburger Kunsthalle
- Dorf in Frankreich, 1912, Privatbesitz

## Ausstellungen
- 1916: Hamburger Kunstverein, Hamburg
- 1959: Drei Maler zwischen Hamburg und Paris, Hamburger Kunstverein, Hamburg
- 1965: Pariser Begegnungen, Wilhelm-Lehmbruck-Museum, Duisburg
- 1989: Matisse und seine deutschen Schüler, Pfalzgalerie Kaiserslautern
- 1996: Café du Dôme, Kunsthalle Wilhelmshaven
- 2000: Die Große Inspiration – Deutsche Künstler in der Académie Matisse (Friedrich Ahlers-Hestermann, Franz Nölken, Walter Alfred Rosam, Gretchen Wohlwill), Kunstmuseum Ahlen
- 2005: Deutsche Künstler der Académie Matisse, Stadtmuseum Lindau